# Caputxí ros
El caputxí ros (Sapajus flavius) és un petit primat de la família dels cèbids (Cebidae). Aquesta espècie omnívora fou redescoberta el 2006 per investigadors del Centre de Protecció de Primats Brasilers i la Universitat Federal de Paraíba, a Pernambuco i Paraíba. Actualment n'existeixen vuit poblacions amb entre 200 i 300 exemplars. Se'l pot veure al Parc Ecològic Chico Mendes i diversos parcs zoològics, com ara el de São Paulo.